# 장애인활동지원
장애인활동지원은 정식명칭이 '장애인활동지원서비스'로, 2007년 ｢장애인복지법｣ 제4장의 ‘자립생활의 지원’에 “국가와 지방자치단체는 장애인의 자기결정에 의한 자립생활을 위하여 활동지원사의 파견 등 활동지원서비스 또는 장애인 보조기구의 제공, 그 밖의 각종 편의 및 정보 제공 등 필요한 시책을 강구해야 한다.”는 제53조 조문이 신설되면서 법적인 근거를 갖게 되었다. 
장애인활동지원제도는 혼자서 일상생활과 사회생활이 어려운 장애인에게 활동지원사 등이 가정을 방문하여, 신체활동지원(식사보조, 세면도움 등), 가사활동지원(청소, 세탁 등), 외출 지원 등 활동보조와 방문목욕, 방문간호를 제공하는 제도이다. 활동지원급여를 신청하면 국민연금공단 직원이 각 가정을 방문하여 ｢장애인복지법｣제32조의4에 따른 서비스 지원 종합조사를 실시하고 그 결과를 토대로 시･군･구에 설치된 수급자격심의위원회에서 심의하여 활동지원등급을 결정한다.

## 지원 대상자
소득수준과 무관하게 6세 이상부터 65세 미만의 ｢장애인복지법｣상 등록장애인은 신청 가능하며, 다음의 경우 제외된다.
- ｢노인장기요양보험법｣ 제2조제1호에 따른 노인등[3]에 해당하여 장기요양급여를 수급하는 사람
- ｢국민기초생활 보장법｣ 제32조에 따른 보장시설에 입소한 사람
- ｢의료법｣ 제3조에 따른 의료기관에 60일 초과하여 입원 중인 사람
- ｢형의 집행 및 수용자의 처우에 관한 법률｣ 또는 ｢치료감호 등에 관한 법률｣에 따른 교정시설 또는 치료감호시설에 수용 중인 사람
- 그 밖에 다른 법령(또는 정부 예산)에 따라 활동지원급여와 비슷한 급여[4]를 받고 있는 사람 또는 수급자격이 있는 사람
- ｢장애인복지법｣ 제32조의2(재외동포 및 외국인의 장애인 등록)에 따라 장애 등록한 재외동포 및 외국인
- ｢장애인복지법 시행령｣ 제13조제1항 및 제2항에 따른 국가유공자 및 보훈보상대상자 등

## 활동지원급여의 신청 및 대상자 선정

### 신규신청

#### 신청인
- 활동지원급여 신청자격을 갖춘 장애인[5]

#### 신청장소
- 방문 신청: 급여 대상 장애인의 주민등록상 주소지 읍·면·동
- 온라인 신청: 복지로 사이트

#### 신청서류
- 사회보장급여(사회서비스이용권) 신청(변경)서
- 바우처카드 발급 신청서
- 가구원수 산정 및 확인을 위한 건강보험증 사본
- 본인부담금을 환급받을 본인 명의 계좌의 통장사본
- 기타 대상자별 해당하는 사항에 대한 추가제출서류